# Château de Rojdestveno
Le château de Rojdestveno (en russe : Рождествено) est un château néoclassique de la fin du XVIIIe siècle, situé à côté du village du même nom, dans le raïon de Gatchina à côté de Saint-Pétersbourg. Ancien domaine de la famille maternelle de Nabokov, c'est aujourd'hui un musée en partie consacré à l'écrivain Vladimir Nabokov (1899-1977).

## Histoire
Le château a été construit comme maison de campagne à la fin du XVIIIe siècle. Son architecte est inconnu ; les historiens émettent les hypothèses de plans dessinés par Ivan Starov, Fiodor Volkov ou Nikolaï Lvov. Situé sur une hauteur au bord d'un étang, il se présente sous la forme d'un vaste quadrilatère avec portique hexastyle ionique sur la façade d'honneur et la façade donnant sur le parc à l'anglaise. Il est surmonté d'un belvédère rectangulaire.
L'écrivain Vladimir Nabokov hérite de Rojdestveno de par sa mère, Elena Ivanovna Roukavichnikov, issue d'une richissime famille de propriétaires terrien.  Il relate l'historique du château dans Autres rivages : vers 1711, le domaine est la propriété d'Alexei, le fils aîné de Pierre le Grand. Le domaine appartient en 1797 à un conseiller de cour du nom d'Efremov, puis à différents propriétaires, riches négociants de la capitale, à partir de la seconde moitié du XIXe siècle. Il est acheté en 1890 par un conseiller d'État actuel, Ivan Vassilievitch Roukavichnikov, orfèvre fortuné. Il procède à des restaurations et fait construire à côté volière, poulailler, écuries, serres, et même un court de tennis. Son fils hérite du domaine en 1901 et en 1916 le neveu de ce dernier (fils de sa sœur) le futur écrivain Vladimir Nabokov, qui y venait souvent. Sa mère 
Le château est transformé après la révolution de 1917 en foyer d'habitation pour les étudiants vétérinaires de l'institut du district. Il est occupé par la Wehrmacht après l'été 1941, et abrite une école après la guerre.
À partir de 1957, on organise un petit musée dans la bibliothèque du village qui rassemble divers documents retraçant l'histoire du village et du kolkhoze. En 1973, le musée se déplace dans le château où il dispose de trois salons dans lesquels sont présentés des souvenirs se rapportant à la vie de Vladimir Nabokov en Russie. En 1987, le musée obtient l'ensemble du château et s'intitule Musée historico-littéraire de Rojdestveno et musée mémoriel Vladimir-Nabokov. Il est restauré par l'architecte Siomotchkine, après un incendie en 1995. En 2002, on ouvre en plus une exposition permanente sur l'histoire du château. Des expositions temporaires sont organisées régulièrement. Un concours est ouvert en 2021 pour la restauration de la demeure sur le budget de l'oblast de Léningrad.

## Sources
- (ru) Cet article est partiellement ou en totalité issu de l’article de Wikipédia en russe intitulé « Рождествено » (voir la liste des auteurs).